# Paraipaba
Paraipaba este un oraș în statul Ceará (CE) din Brazilia.